# Скобки
Ско́бки — парные знаки, используемые в различных областях.
Различают:
- круглые ( ) скобки;
- квадратные [ ] скобки;
- фигурные { } скобки;
- угловые ⟨ ⟩ скобки (или < > в ASCII-текстах).

Обычно первая в паре скобка называется открывающей, а вторая — закрывающей. Почти всегда (за исключением некоторых математических обозначений) открывающая и закрывающая скобки соответствуют друг другу (квадратная — квадратной и т. д.).
В качестве скобок используются также знаки, в которых открывающий и закрывающий знак не различаются, например:
- косые / / скобки;
- прямые | | скобки;
- двойные прямые ‖ ‖ скобки.

Используются в математике, физике, химии и других науках для установки приоритета выполнения операции в формулах.
Различные скобки (как и другие, непарные символы ASCII) применяются в смайликах (эмотиконах), например, :) или :-).

## Круглые (операторные) скобки
Используются в математике для задания приоритета математических и логических операций. Например, (2 + 3) · 4 означает, что надо сначала сложить 2 и 3, а затем сумму умножить на 4; аналогично выражение {\displaystyle (A\lor B)\land C} означает, что сначала выполняется логическое сложение {\displaystyle (\lor ),} а затем — логическое умножение {\displaystyle (\land ).} Наряду с квадратными скобками используются также для записи компонент векторов:
{\displaystyle \mathbf {a} ={\begin{pmatrix}x\\y\\z\end{pmatrix}}}
и матриц:
{\displaystyle {\hat {A}}={\begin{pmatrix}x&y\\z&v\end{pmatrix}};}
для записи биномиальных коэффициентов:
{\displaystyle C_{n}^{k}={n \choose k}.}
Круглые скобки в математике используются также для выделения аргументов функции: {\displaystyle w=f(x)+g(y,z)\,,} для обозначения открытого сегмента и в некоторых других контекстах. Иногда круглыми скобками обозначается скалярное произведение векторов:
{\displaystyle c=(\mathbf {a} ,\mathbf {b} )=(\mathbf {a} \cdot \mathbf {b} )=\mathbf {a} \cdot \mathbf {b} }
(здесь приведены три различных варианта написания, встречающиеся в литературе) и смешанное (тройное скалярное) произведение:
{\displaystyle d=(\mathbf {a} ,\mathbf {b} ,\mathbf {c} ).}
Круглые скобки в математике используются также для указания бесконечно повторяющегося периода позиционного представления рационального числа, например
{\displaystyle 3/22=0{,}13636(36)=0{,}1(36).}
При обозначении числовых интервалов круглые скобки обозначают, что числа, которые находятся по краям множества, не включаются в это множество, — интервал является открытым с одной (полусегмент) или обеих сторон. Например,
- открытый слева интервал (1,3] включает в себя все числа х такие, что {\displaystyle 1<x\leq 3;}
- открытый справа интервал [1,3) включает в себя все числа х такие, что {\displaystyle 1\leq x<3;}
- открытый с обеих сторон интервал (1,3) включает в себя все числа х такие, что {\displaystyle 1<x<3.}

При компактной записи значений физических величин с погрешностями измерения круглые скобки используются для указания значений абсолютной погрешности в единицах последней значащей цифры значения величины. Например, запись значения гравитационной постоянной Ньютона 6,67408(31)·10−11 Н·м²·кг−2 эквивалентна записи 6,67408·10−11 Н·м²·кг−2 ± 0,00031·10−11 Н·м²·кг−2.
В химических формулах круглые скобки применяются для выделения повторяющихся функциональных групп, например, (NH4)2CO3, Fe2(SO4)3, (C2H5)2O. Также скобки используются в названиях неорганических соединений для обозначения степени окисления элемента, например, хлорид железа(II), гексацианоферрат(III) калия.
Скобки (обычно круглые, как в этом предложении) употребляются в качестве знаков препинания в естественных языках.
В русском языке употребляются для выделения пояснительного слова или вставного предложения. Например: Орловская деревня (мы говорим о восточной части Орловской губернии) обыкновенно расположена среди распаханных полей, близ оврага, кое-как превращённого в грязный пруд (И. Тургенев). Непарная закрывающая скобка может использоваться при нумерации пунктов перечисления, например: 1) первый пункт; 2) второй.
Во многих языках программирования используются круглые скобки для выделения конструкций. Например, в языках Паскаль и Си в скобках указываются параметры вызова процедур и функций, а в Лиспе — для описания списка.

## Квадратные скобки
В лингвистике употребительны для обозначения транскрипции в фонетике или границ составляющих в синтаксисе.
Квадратными скобками в цитатах задают авторский текст, который проясняет контекст цитаты. Например, «Их [заложников] было около 100 человек». В библиографических записях, описаниях и ссылках квадратными скобками отмечают содержание полей, сформулированных составителем записи на основе анализа документа, а также заимствованных им из источников вне документа; например: «Иванов, И. И. Численные методы [Текст] : учеб. пособие / И. И. Иванов [и др.]; [предисл. П. П. Петрова]. — М. : Физматлит, 1995. — 313, [5] с.»
Квадратными скобками в математике могут обозначаться:
- Операция взятия целой части числа. Эта нотация была введена Гауссом в его третьем доказательстве квадратичного закона взаимности в 1808 году[2]. Также используется как округление до ближайшего целого.[источник не указан 2326 дней]
- Для задания приоритета операций (аналогично круглым) в качестве скобок «второго уровня» — так легче различать вложенность скобок, например: {\displaystyle [(2+3)\cdot 4]^{2}}.
- Векторное произведение векторов: {\displaystyle \mathbf {c} =[\mathbf {a} ,\mathbf {b} ]=[\mathbf {a} \times \mathbf {b} ]=\mathbf {a} \times \mathbf {b} }.
- Закрытые сегменты; запись {\displaystyle [1;3]} означает, что в множество включены числа {\displaystyle 1\leq x\leq 3}. В этом случае не соблюдается правило парности скобок, например, закрытый слева и открытый справа сегмент может быть обозначен как {\displaystyle [x,y[} или {\displaystyle [x,y)}.
- Коммутатор {\displaystyle [A,B]\equiv [A,B]_{-}\equiv AB-BA} и антикоммутатор {\displaystyle [A,B]_{+}\equiv AB+BA\,,} хотя для последнего иногда используют фигурные скобки без нижнего индекса.
- Квадратными (реже фигурными) скобками обозначается оператор специального вида, называемый скобками Пуассона: {\displaystyle [f,g]\,.}
- Квадратные скобки могут использоваться как альтернатива круглым скобкам при записи матриц и векторов.
- Одинарная квадратная скобка объединяет совокупность уравнений или неравенств (чтобы совокупность выполнялась, достаточно, чтобы выполнялось любое из условий, то есть это вертикальная форма оператора «или»); например,
 {\displaystyle \left[{\begin{array}{l}x\leq 10\\x\geq 10\end{array}}\right.}
обозначает, что {\displaystyle x\in (-\infty ;+\infty )}.
- Нотация Айверсона.

В математике помимо обычных квадратных скобок используются также их модификации «пол» {\displaystyle \lfloor x\rfloor } и «потолок» {\displaystyle \lceil x\rceil } для обозначения ближайшего целого, не превосходящего {\displaystyle x}, и ближайшего целого, не меньшего {\displaystyle x}, соответственно.
В химии квадратными скобками обозначают комплексные анионы и катионы, например: Na2[Fe(NO)(CN)5], [Ag(NH3)2]+. Кроме того, по номенклатуре IUPAC в квадратные скобки заключается количество атомов в мостиках между двумя атомами в названии органических полициклических соединений, например: бицикло[2,2,2]октан.
В вики-разметке двойные квадратные скобки используются для внутренних ссылок, перенаправлений, категорий и интервики, одинарные — для внешних.
В программировании чаще всего применяются для указания индекса элемента массива, в языке Perl также формируют ссылку на безымянный массив; в Бейсике и некоторых других достаточно старых языках не используются.
В стандарте POSIX определена утилита test, синонимом которой является символ открывающей квадратной скобки ([).
Часто квадратные скобки используются для обозначения необязательности, например, параметров командной строки (см. подробнее в статье Форма Бэкуса — Наура).

## Фигурные скобки
Фигурными скобками в одних математических текстах обозначается операция взятия дробной части, в других — они применяются для обозначения приоритета операций, как третий уровень вложенности (после круглых и квадратных скобок). Фигурные скобки применяют для обозначения множеств. Одинарная фигурная скобка объединяет системы уравнений или неравенств, служит для обозначения кусочно-заданной функции. Как уже было сказано выше, иногда фигурными скобками обозначают антикоммутатор и скобки Пуассона.
В вики-разметке и в некоторых языках разметки веб-шаблонов (Django, Jinja) двойные фигурные скобки {{...}} применяются для шаблонов и встроенных функций и переменных, одинарные в определённых случаях формируют таблицы.
В программировании фигурные скобки являются или операторными (Си, C++, Java, Perl и PHP), или комментарием (Паскаль), могут также служить для образования списка (в Mathematica), анонимного хеш-массива (в Perl, в иных позициях для доступа к элементу хеша), словаря (в Python) или множества (Сетл).

## Угловые скобки
В математике угловыми скобками обозначают скалярное произведение в предгильбертовом пространстве, например:
{\displaystyle \langle x\rangle ={\sqrt {\langle x,x\rangle }},}
В квантовой механике угловые скобки используются в качестве так называемых бра и кет (от англ. bracket — скобка), введённых П. А. М. Дираком для обозначения квантовых состояний (векторов) и матричных элементов. При этом квантовые состояния обозначаются как {\displaystyle |\psi \rangle } (кет-вектор) и {\displaystyle \langle \psi |} (бра-вектор), их скалярное произведение как {\displaystyle \langle \psi _{k}|\psi _{l}\rangle ,} матричный элемент оператора А в определённом базисе как {\displaystyle \langle k|A|l\rangle .}
Кроме того, в физике угловыми скобками обозначают усреднение (по времени или другому непрерывному аргументу), например, {\displaystyle \langle f(t)\rangle } — среднее значение по времени от величины f.
В текстологии и издании литературных памятников угловыми скобками обозначают лакуны в тексте — {\displaystyle \langle ...\rangle }.
В лингвистике угловыми скобками обозначают графемы, например, «фонема /a/ передаётся буквой ⟨а⟩».

### Типографика
В ASCII-текстах (в том числе HTML/XML и программировании) для записи угловых скобок используют схожие по написанию парные знаки арифметических отношений неравенства < и >.
В типографике же угловые скобки являются самостоятельными символами. От < и > их можно отличить по большему углу между сторонами — {\displaystyle \langle \rangle } и {\displaystyle <>}.
В ΤΕΧ для записи угловых скобок используются команды \langle и \rangle.
В стандартной пунктуации китайского, японского и корейского языков используется несколько дополнительных видов скобок, включая шевроны (англ. chevron), схожие по написанию с угловыми скобками — для горизонтальной 〈 и 〉 или 《 и 》 (в японском языке разрешено использование как знака кавычки 「」) и традиционной вертикальной печати — ︿ и ﹀ или ︽ и ︾.
В современной японской печати широко используются скобки европейского образца (), как и арабские цифры. В одном из проектов реформации японского языка даже было предложено ввести европейские скобки вместо традиционных, однако проект был отклонён.

### ASCII-тексты
В некоторых языках разметки, например HTML, XML, угловыми скобками выделяют теги.
В вики-разметке также можно использовать HTML-разметку, например комментарии: <!-- Этот абзац надо расширить -->, которые видны только при редактировании статьи.
В программировании угловые скобки используются редко, чтобы не создавать путаницы между ними и знаками отношений (< и >). Например, в Си угловые скобки используются в директиве препроцессора #include вместо кавычек, чтобы показать, что включаемый заголовочный файл необходимо искать в одном из стандартных (системных) каталогов для заголовочных файлов. Так, в следующем примере:
```
 
#include
 
<stdio.h>

 
#include
 
"myheader.h"

```

файл stdio.h находится в корне одного из стандартных каталогов, а myheader.h — в корне одного из пользовательских (зачастую того же, где расположен файл исходного текста программы, содержащий директиву #include).
Кроме того, угловые скобки применяются в языках программирования C++, Java и C# при использовании средств обобщённого программирования — шаблонов и дженериков.
В некоторых текстах сдвоенные парные символы < и > используются для записи кавычек-ёлочек, например — <<цитата>>.

## Косые скобки
Появились на пишущих машинках для экономии клавиш.
В программировании на языке Си и многих языках с аналогичным синтаксисом косые скобки вместе с дополнительным знаком * обозначают начало и конец комментария:
```
/* Комментарий
   в исходном коде на языке Си */
```

В языке JavaScript косые скобки обозначают регулярное выражение:
```
var regular = /[a-z]+/;
```

Иногда в косых скобках пишут фамилию, расшифровывающую подпись. Например: подпись ... /Иванов И. И./

## Прямые скобки
Используются в математике для обозначения модуля числа или вектора, определителя матрицы:
{\displaystyle |{-5}|=5;\quad |\mathbf {a} |=a;\quad \det {\hat {A}}={\begin{vmatrix}A_{11}&A_{12}\\A_{21}&A_{22}\end{vmatrix}}.}

## Двойные прямые скобки
Используются в математике для обозначения нормы элемента линейного пространства: ‖x‖; иногда — для матриц:
{\displaystyle {\hat {A}}={\begin{Vmatrix}A_{11}&A_{12}\\A_{21}&A_{22}\end{Vmatrix}}.}

## История
Круглые скобки появились в 1556 году у Тартальи (для подкоренного выражения) и позднее у Жирара. Одновременно Бомбелли использовал в качестве начальной скобки уголок в виде буквы L, а в качестве конечной — его же в перевёрнутом виде (1560); такая запись стала прародителем квадратных скобок. Фигурные скобки предложил Виет (1593). Всё же большинство математиков тогда предпочитали вместо скобок надчёркивать выделяемое выражение. В общее употребление скобки ввёл Лейбниц.

## Поддержка в компьютерах
Коды Юникода и т. п. закреплены не за левыми и правыми скобками, а за открывающими и закрывающими, поэтому при отображении текста со скобками в режиме «справа налево» каждая скобка меняет своё визуальное направление на противоположное. Так, сочетание &#40; закреплено за открывающей круглой скобкой, которая выглядит как левая ( в тексте, идущем слева направо, но как правая ) в тексте, идущем справа налево, однако клавиши на клавиатуре закреплены за левыми и правыми скобками, например клавиша ( закреплена за левой круглой скобкой, которая при наборе текста слева направо является открывающей и получает код 40, а справа налево (в раскладках, предназначенных для языков с написанием слов справа налево, например для арабского или иврита) — является закрывающей и получает код 41.
| Направление письма: | Текст на русском языке (слева направо).          | Текст на иврите (справа налево).                 |
| Пример текста:      | Это текст на русском языке (слева направо).      | זה מלל בעברית (מימין לשמאל).‎                     |
| Открывающая скобка: | Левая скобка набрана клавишей ( и имеет код 40.  | Правая скобка набрана клавишей ) и имеет код 40. |
| Закрывающая скобка: | Правая скобка набрана клавишей ) и имеет код 41. | Левая скобка набрана клавишей ( и имеет код 41.  |

### Коды Юникода
| Символ | Код    | Название                                                  |
| ------ | ------ | --------------------------------------------------------- |
| (      | U+0028 | left parenthesis                                          |
| )      | U+0029 | right parenthesis                                         |
| <      | U+003C | less-than sign                                            |
| >      | U+003E | greater-than sign                                         |
| [      | U+005B | left square bracket                                       |
| ]      | U+005D | right square bracket                                      |
| {      | U+007B | left curly bracket                                        |
| }      | U+007D | right curly bracket                                       |
| ⁅      | U+2045 | left square bracket with quill                            |
| ⁆      | U+2046 | right square bracket with quill                           |
| ❨      | U+2768 | medium left parenthesis ornament                          |
| ❩      | U+2769 | medium right parenthesis ornament                         |
| ❪      | U+276A | medium flattened left parenthesis ornament                |
| ❫      | U+276B | medium flattened right parenthesis ornament               |
| ❬      | U+276C | medium left-pointing angle bracket ornament               |
| ❭      | U+276D | medium right-pointing angle bracket ornament              |
| ❮      | U+276E | heavy left-pointing angle quotation mark ornament         |
| ❯      | U+276F | heavy right-pointing angle quotation mark ornament        |
| ❰      | U+2770 | heavy left-pointing angle bracket ornament                |
| ❱      | U+2771 | heavy right-pointing angle bracket ornament               |
| ❲      | U+2772 | light left tortoise shell bracket ornament                |
| ❳      | U+2773 | light right tortoise shell bracket ornament               |
| ❴      | U+2774 | medium left curly bracket ornament                        |
| ❵      | U+2775 | medium right curly bracket ornament                       |
| ⟨      | U+27E8 | mathematical left angle bracket                           |
| ⟩      | U+27E9 | mathematical right angle bracket                          |
| ⦗      | U+2997 | left black tortoise shell bracket                         |
| ⦘      | U+2998 | right black tortoise shell bracket                        |
| ⸨      | U+2E28 | left double parenthesis                                   |
| ⸩      | U+2E29 | right double parenthesis                                  |
| 〈     | U+3008 | left angle bracket                                        |
| 〉     | U+3009 | right angle bracket                                       |
| 《     | U+300A | left double angle bracket                                 |
| 》     | U+300B | right double angle bracket                                |
| ﴾      | U+FD3E | ornate left parenthesis                                   |
| ﴿      | U+FD3F | ornate right parenthesis                                  |
| ︽     | U+FE3D | presentation form for vertical left double angle bracket  |
| ︾     | U+FE3E | presentation form for vertical right double angle bracket |
| ︿     | U+FE3F | presentation form for vertical left angle bracket         |
| ﹀     | U+FE40 | presentation form for vertical right angle bracket        |
| ﹝     | U+FE5D | small left tortoise shell bracket                         |
| ﹞     | U+FE5E | small right tortoise shell bracket                        |